# Coni
Ne pas confondre avec le CONI ou Comité national olympique italien
 (décembre 2024).
Si vous disposez d'ouvrages ou d'articles de référence ou si vous connaissez des sites web de qualité traitant du thème abordé ici, merci de compléter l'article en donnant les références utiles à sa vérifiabilité et en les liant à la section « Notes et références ».

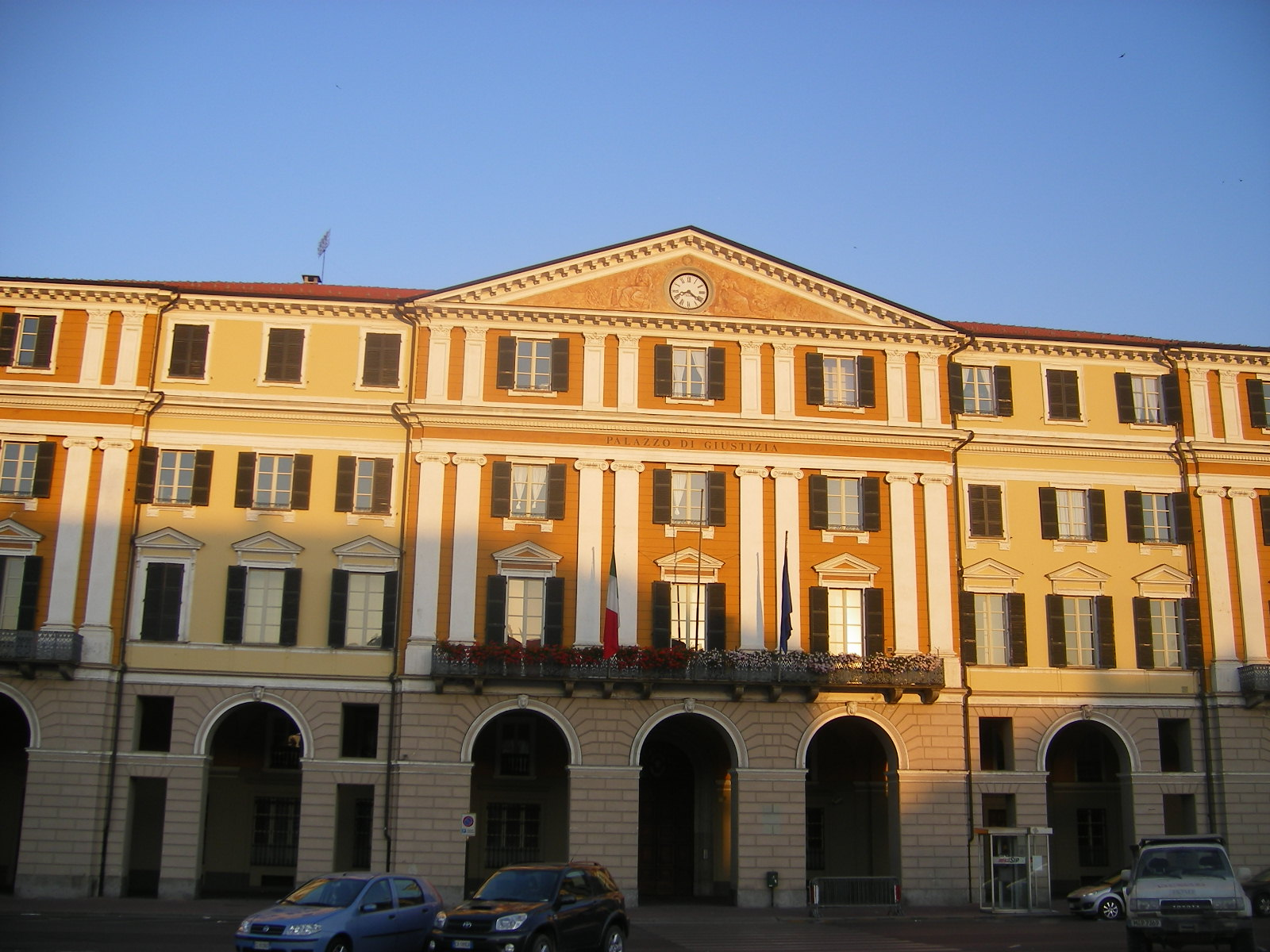
Palais de Justice.

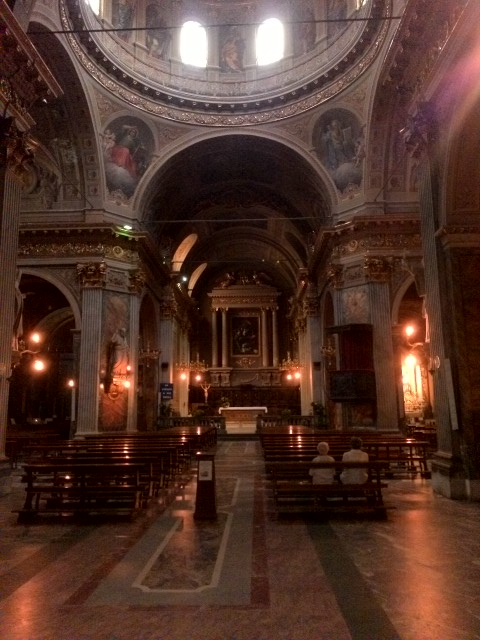
Intérieur de la cathédrale de Coni.

Coni (Coni en français et piémontais [‘kʊni], Coni [ˈkuni] en occitan, Cóuni [ˈkuni] en provençal, Cuneo en italien, Cuneum en latin) est une ville de 55 714 habitants, chef-lieu de la province de même nom dans la région italienne du Piémont.
Fondée en 1198 sur un haut plateau au pied des Alpes maritimes, elle présente une forme de triangle au confluent de la rivière Stura di Demonte et du torrent Gesso. La vieille ville est bâtie selon un plan en damier à la pointe de ce triangle, de part et d'autre d'une rue médiane qui remonte au Moyen Âge (via Roma).

## Toponymie
Coni est appelé Cuneo en italien, mais Coni (prononcé [ˈkuni]) en piémontais.
À l’époque où cette ville était la préfecture du département français de la Stura, elle était connue en français sous le nom de Coni. Aujourd'hui encore, les panneaux routiers en territoire français orthographient cette ville Coni et non Cuneo. En revanche, les indicateurs de la SNCF donnent à cette ville le nom de Cunéo avec un accent aigu.
L'étymologie est pour l'italien très évocatrice : sa graphie comme sa prononciation, coni se traduit très simplement par « coins » (lieux en angle), c'est par exemple la pierre clé de voûte, c'est le coin pour fendre les bûches, c'est un coin en géométrie, etc.
Son interprétation piémontaise locale l'est presque autant. En effet il existe beaucoup de microtoponymes Coni par exemple à Saint-Paul-sur-Ubaye (76 km) beaucoup de parcelles agricoles, dans son bassin versant complexe du Riou-Mounal (direction col de Vars), sur les hameaux du Melezen qui portent le nom de Coni avec la même configuration. Ces parcelles, comme pour le territoire de la ville de Coni sont des triangles encadrés par deux confluences. Les Ubayens anciennement employait le mot cougnèt pour un coin et aussi pour des noms de lieu en coin, entre deux ravins.

## Géographie
Coni est située au nord du massif du Mercantour-Argentera, dans la vallée de la Stura di Demonte, à environ 38 kilomètres au nord du col de Tende.
L'altitude moyenne de la ville est de 534 m. La surface communale est d'environ 119 km2. La ville de Coni est un important centre agricole et commercial.

## Histoire
La ville fut fondée au XIIe siècle. La période communale fut caractérisée par une série de luttes pour l'indépendance qui se prolongèrent jusqu'en 1259, quand la ville se soumit volontairement à la domination des Anjou. Cette dernière période fut interrompue par la domination des Savoie en 1382. La ville était considérée militairement stratégique, et elle s’est transformée en forteresse pour faire face aux ennemis. Du XVIe au XIXe siècle, plusieurs sièges anéantissent les vestiges anciens de la ville.

### Coni indépendante
La ville de Coni fut fondée en 1198 au confluent de la rivière Stura et du torrent Gesso. Les habitants de la région la déclarèrent commune autonome, se libérant de l'autorité des évêques d'Asti et des marquis de Montferrat et de Saluces. Cette liberté va durer plus ou moins 61 ans sauf qu'en 1210, les évêques reprirent le pouvoir avant que les habitants ne se rebellent en 1231. En 1238, la commune fut déclarée libre par l'empereur Frédéric II du Saint-Empire.

### Coni angevine
L'indépendance de Coni cessa en 1259 lorsque les habitants demandèrent la protection du puissant voisin Charles Ier d'Anjou, roi de Naples et comte de Provence. Alba et Coni étaient les deux principales possessions angevines du Nord de l'Italie. Le pouvoir angevin, interrompu par des périodes de domination de Saluces, de la Savoie et des Visconti de Milan, se termina en 1382 lorsque Coni fut achetée par le duché de Savoie.

### Coni savoyarde et revendications du royaume de France
Durant tous ces sièges, Coni resta victorieuse :
- Coni devint un point important dans l'expansion de l'État de Savoie (entre 1388 et 1713, soit 325 ans, la Savoie avait l'Ubaye prise au comté de Provence). Grâce à la Savoie, il y avait alors une quasi unité politique et culturelle des vallées occitanes ;
- en 1641 la ville est assiégée, et prise, par les troupes françaises du comte d'Harcourt dont le régiment des Gardes françaises faisait partie.
- le royaume de France assiégea la ville à plusieurs reprises par les vallées savoyardes de la Stura et de l'Ubaye (celle-ci est devenue française au traité d'Utrecht, en 1713) : 
  - tout d'abord en 1515 par les troupes de François Ier,
  - et de nouveau en 1542, 1557, 1639, 1641, siège de Coni (1691),
  - durant la guerre de Succession d'Autriche, en 1741,
  - siège et bataille de Coni (1744).

### Chef-lieu du département de Stura
Coni fut conquise par la France lors des guerres napoléoniennes. Elle devint le chef-lieu d'un des quatorze nouveaux départements français créés par l'empereur, celui de la Stura, lors de l'annexion du Piémont en 1802, aux côtés des départements de la Doire, de Marengo, du Pô, de la Sésia et du Tanaro. Après la restauration du royaume de Sardaigne et lors de l'unification de l'Italie, Coni devint la capitale de la province du même nom.
La commune fut aussi le chef-lieu de l'arrondissement de Coni.

### L'occupation allemande
La ville de Coni fut le lieu de déportation et de détention de la totalité de la population du village de Moulinet, dans les Alpes-Maritimes, par les troupes d'occupation allemandes durant la Seconde Guerre mondiale entre le mois de septembre 1944 et celui d'avril 1945.
À la fin de la guerre, les troupes françaises pénétrèrent à Coni le 2 mai 1945.

## Personnalités
- une branche sans doute cadette des seigneurs de Cuneo installée en 1515 en Corse et faisant donc partie de la noblesse corse.
- Carlo Pascale (1547-1625), diplomate et antiquaire italien
- Pierre Monod (1586-1644), jésuite et diplomate savoyard
- Vittorio Filippo Melano, comte de Portula (27 septembre 1733 - Coni † 23 décembre 1813 - Novare), archevêque et homme politique italien des XVIIIe et XIXe siècles
- Pierre Dominique Prévost (1749-1807), général des armées de la République française et du 1er Empire y est décédé.
- Franco Andrea Bonelli (1784-1830), ornithologue, entomologiste et collectionneur
- Giuseppe Peano (1858-1932), mathématicien
- Nataline Bonardi (1864-1945), fondatrice des sœurs de Sainte Marie de Lorette
- Giorgio Federico Ghedini (1892-1965), compositeur
- Tancredi Duccio Galimberti (1906-1944), avocat et résistant
- Arnaldo Momigliano (1908-1987), historien de l'antiquité
- Lalla Romano (1906-2001), écrivaine, journaliste et peintre
- Bernard Damiano (1926-2000), artiste peintre expressionniste né à Coni
- Piergiorgio Odifreddi (1950), mathématicien et écrivain
- Antonino Rèpaci (1910-2005), homme politique, antifasciste et historien
- Celestino Migliore (1952), homme d'Église, nonce apostolique en Pologne, puis en Russie et en Ouzbékistan (en) et enfin en France
- Aldo Giordano (1954-2021), homme d’Église, nonce apostolique au Venezuela (en)
- Gianmaria Testa (1958-2016), chanteur
- Daniela Santanchè (1961), députée
- Giorgio Marengo (1974), cardinal, préfet apostolique d'Oulan-Bator
- Amedeo M. Turello (1964), photographe.

## Administration
| Période                                  | Période        | Identité           | Étiquette       | Qualité |
| ---------------------------------------- | -------------- | ------------------ | --------------- | ------- |
| 12 juin 2002                             | 21 mai 2012    | Alberto Valmaggia  | Centre gauche   |         |
| 21 mai 2012                              | 4 juillet 2022 | Federico Borgna    | Centre gauche   |         |
| 4 juillet 2022                           | en cours       | Patrizia Manassero | Parti démocrate |         |
| Les données manquantes sont à compléter. |                |                    |                 |         |

## Églises
- Cattedrale di Santa Maria del Bosco
- Chiesa del Sacro Cuore di Gesù
- Chiesa di San Giovanni Bosco
- Chiesa di San Sebastiano
- Chiesa di Sant'Ambrogio
- Chiesa di Santa Maria della Pieve

### Hameaux
San Rocco Castagnaretta, Madonna dell'Olmo, Madonna delle Grazie, Passatore, San Benigno (on y trouve l'ancienne gare de San Benigno), San Pietro del Gallo, Cerialdo, Borgo San Giuseppe, Spinetta di Cuneo

### Communes limitrophes
Beinette, Bernezzo, Boves, Borgo San Dalmazzo, Busca, Caraglio, Castelletto Stura, Centallo, Cervasca, Morozzo, Peveragno, Tarantasca, Vignolo

### Évolution démographique
Habitants recensés

## Économie
La ville abrite une usine de fabrication de pneumatiques du groupe français Michelin.
Sont aussi présents Ferrero (Nutella), Mondo (sports), Balocco, Maina, Alstom et beaucoup d'autres grandes industries.
La province est l'une des plus productives et des plus riches d'Italie.

## Transports
L'aéroport international de Coni (code AITA : CUF) est situé à environ vingt kilomètres au nord-est de la ville par la route nationale 20 (it). Il est desservi notamment par des compagnies aériennes à bas prix, avec des vols vers Alghero, Bacău, Bucarest, Cagliari, Casablanca, Mostar, Tirana et Trapani, ainsi qu'en saison estivale vers Palma de Majorque et Rhodes.

## Sports
À Coni se trouve une grande équipe de volley-ball, le Piemonte Volley (anciennement Coni VBC), vainqueur du championnat italien et une équipe de football (AC Coni 1905) qui évolue en championnat d'Italie de football D4 (la 2e division de Lega Pro).

## Jumelages
- Nice (France) depuis 1964
- Richard-Toll (Sénégal) depuis 1986